# Ossaea cabraliensis
Ossaea cabraliensis là một loài thực vật có hoa trong họ Mua. Loài này được (Wurdack) D'El Rei Souza mô tả khoa học đầu tiên năm 2002.